# Niederrheinisches Füsilier-Regiment Nr. 39

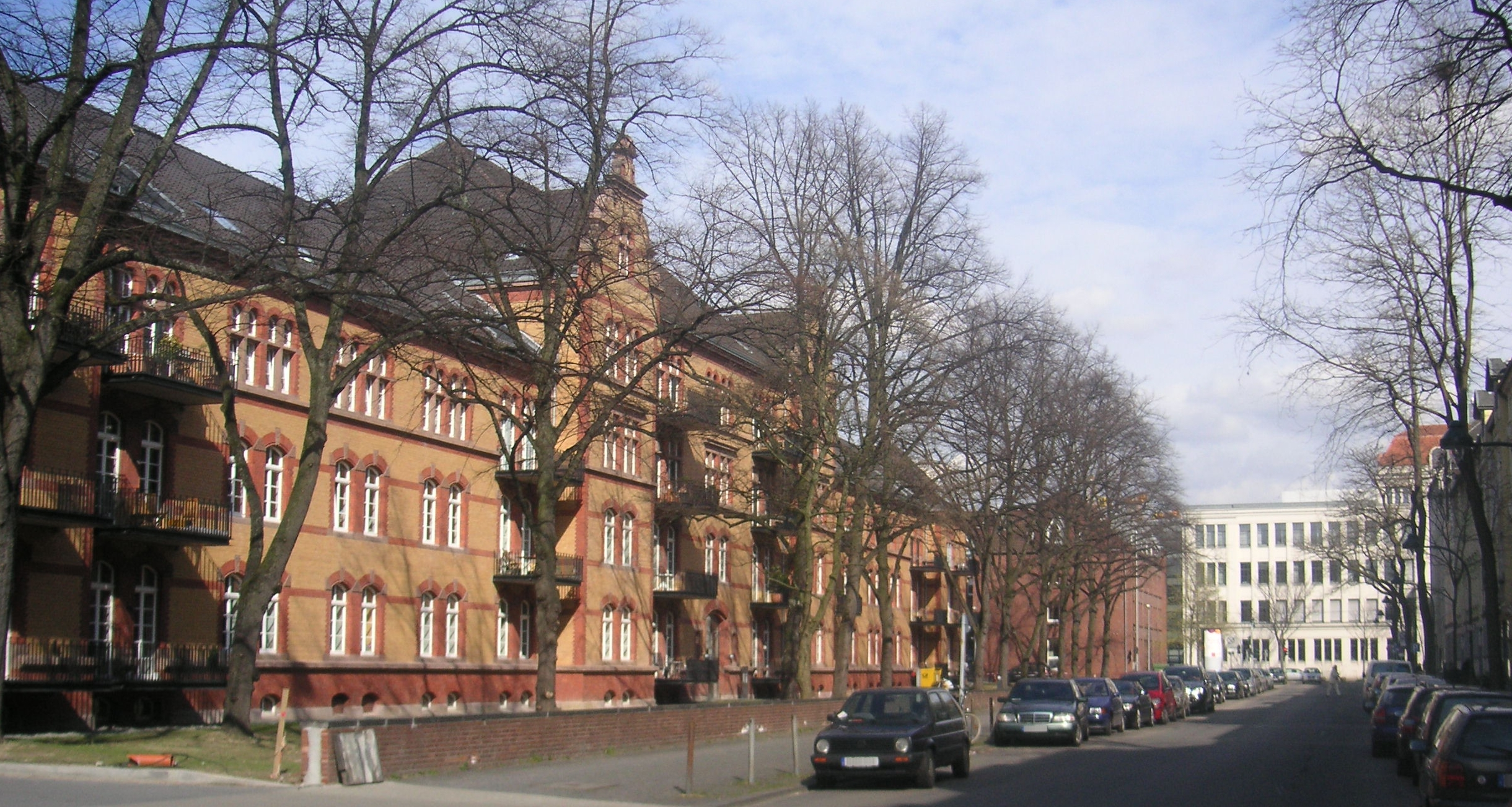
Zu Wohnhäusern umgebaute Kasernengebäude des Regiments an der Tannenstraße in Düsseldorf-Derendorf, 2008

Das Niederrheinische Füsilier-Regiment Nr. 39 war ein Infanterieverband der Preußischen Armee.

## Geschichte
Der Verband wurde am 26. Januar 1818 (Stiftungsdatum) durch König Friedrich Wilhelm III. per A.K.O. als 36. Infanterie-Regiment (4. Reserve-Regiment) aus Teilen der Garnisonsbataillone Nr. 19 bis 34 sowie verschiedener Infanterieregimentern aufgestellt. Mit dem Abschluss der Aufstellung wurde Major Franz Ludwig von Jeanneret von Beaufort-Belfort am 27. August 1817 zum ersten Regimentskommandeur ernannt. Es gliederte sich zu drei Bataillonen mit einem Etat von 1626 Mannschaften zuzüglich Offizieren und war zunächst in der Festung Luxemburg stationiert. 1820 wurde das Regiment durch Abgabe seines Füsilierbataillons an das 40. Infanterie-Regiment verkleinert. Außerdem führte es seit dem 12. März 1820 die Bezeichnung 39. Infanterie-Regiment.
Durch A.K.O. vom 6. Oktober 1849 erhielten der Regimentsstab und das I. Bataillon Mainz als neue Garnison zugewiesen. Drei Kompanien wurden dabei in der Weisenauer Kaserne, eine Kompanie in der Intervall-Kasematte untergebracht. Im Juli 1850 erhielt dann auch das noch in Luxemburg verbliebene II. Bataillon den Befehl, ebenfalls in Mainz Garnison zu beziehen. Dieses Bataillon war kurzzeitig vom 31. Januar bis 2. Mai 1860 in Kreuznach stationiert und bezog anschließend Koblenz (Festung Ehrenbreitstein und Feste Franz) als neue Garnison. Am 4. Juli 1860 wurde per A.K.O. die Umwandlung von einem Infanterie- in ein Füsilierregiment verfügt. Damit war auch die Umbenennung in Niederrheinisches Füsilier-Regiment (Nr. 39) verbunden. Die Klammer entfiel durch A.K.O. vom 7. Mai 1861. Nach Beendigung des Deutschen Krieges wurde das gesamte Regiment in Düsseldorf stationiert. Damit kam es in den Bereich des VII. Armee-Korps und war nun der 27. Infanterie-Brigade der 14. Division unterstellt. Viele Gebäude der ab 1898 neu bezogenen Kaserne an der Tannenstraße in Düsseldorf-Derendorf stehen noch heute.
Bei Beginn des Ersten Weltkriegs wurde als Kriegsformation des Niederrheinischen Füsilier-Regiments Nr. 39 im Zuge der Mobilmachung in Düsseldorf das Reserve-Infanterie-Regiment Nr. 39 aufgestellt. Erich Ludendorff, der kurz vor dem Ersten Weltkrieg für einige Zeit Kommandeur des Füsilier-Regiments Nr. 39 gewesen war, wurde anlässlich seiner Entlassung aus der Obersten Heeresleitung am 26. Oktober 1918 unmittelbar vor Ende des Ersten Weltkriegs als Anerkennung für seine Verdienste durch Kaiser Wilhelm II. zum Regimentschef der Füsiliere ernannt und der Verband in Füsilier-Regiment „General Ludendorff“ (Niederrheinisches) Nr. 39 umbenannt.

### Deutscher Krieg 1866
Im Deutschen Krieg nahm das Regiment zunächst an der Besetzung Kurhessens teil und kam nach Operationen gegen die Hannoversche Armee zur Main-Armee. Hier war der Verband während der Gefechte bei Hünfeld, Hammelburg, Helmstadt sowie bei Uettingen und Roßbrunn im Einsatz.
Insgesamt musste das Regiment während dieses Krieges Verluste durch Tod oder Verwundung von einem Offizier und 88 Mannschaften hinnehmen. Zwei Mann galten zudem als vermisst.

### Deutsch-Französischer Krieg 1870/71
- 06. August – Spichern
- 14. August – Colombey-Nouilly

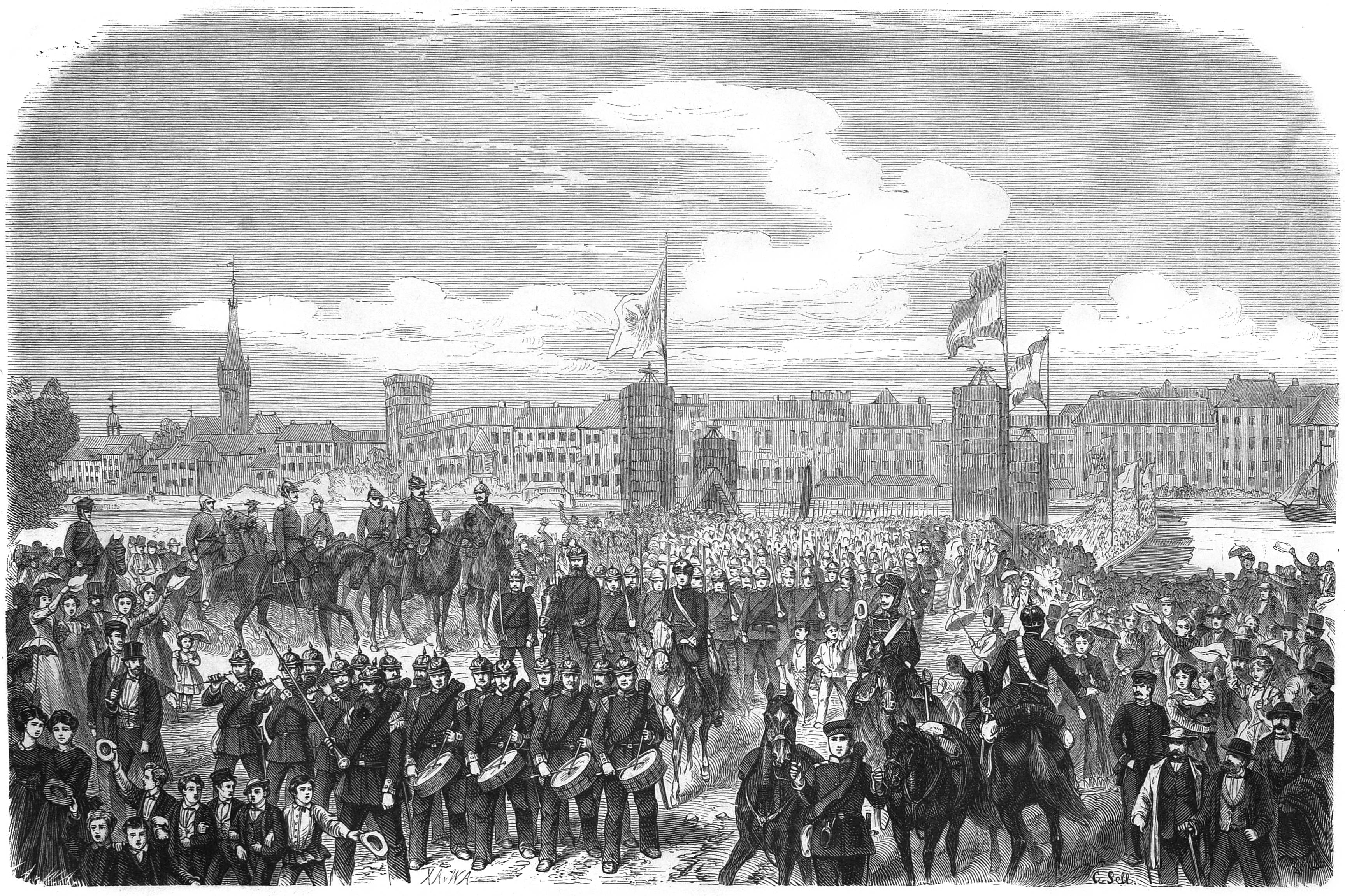
Christian Sell der Ältere: Der Ausmarsch des Niederrheinischen Füsilier-Regiments Nr. 39 aus Düsseldorf (1870)

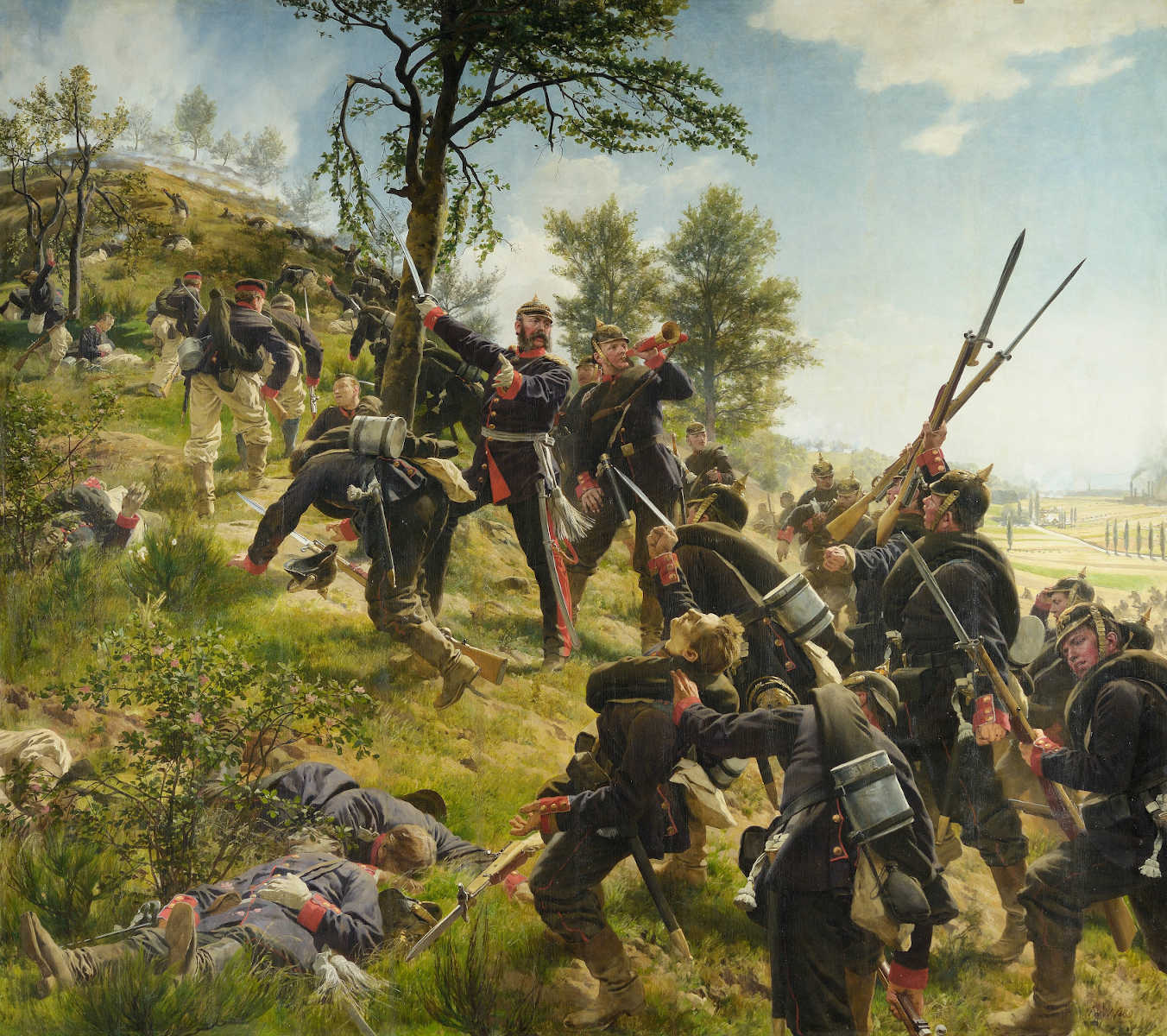
Anton von Werner: Sturm auf den Spicherer Berg (1880)

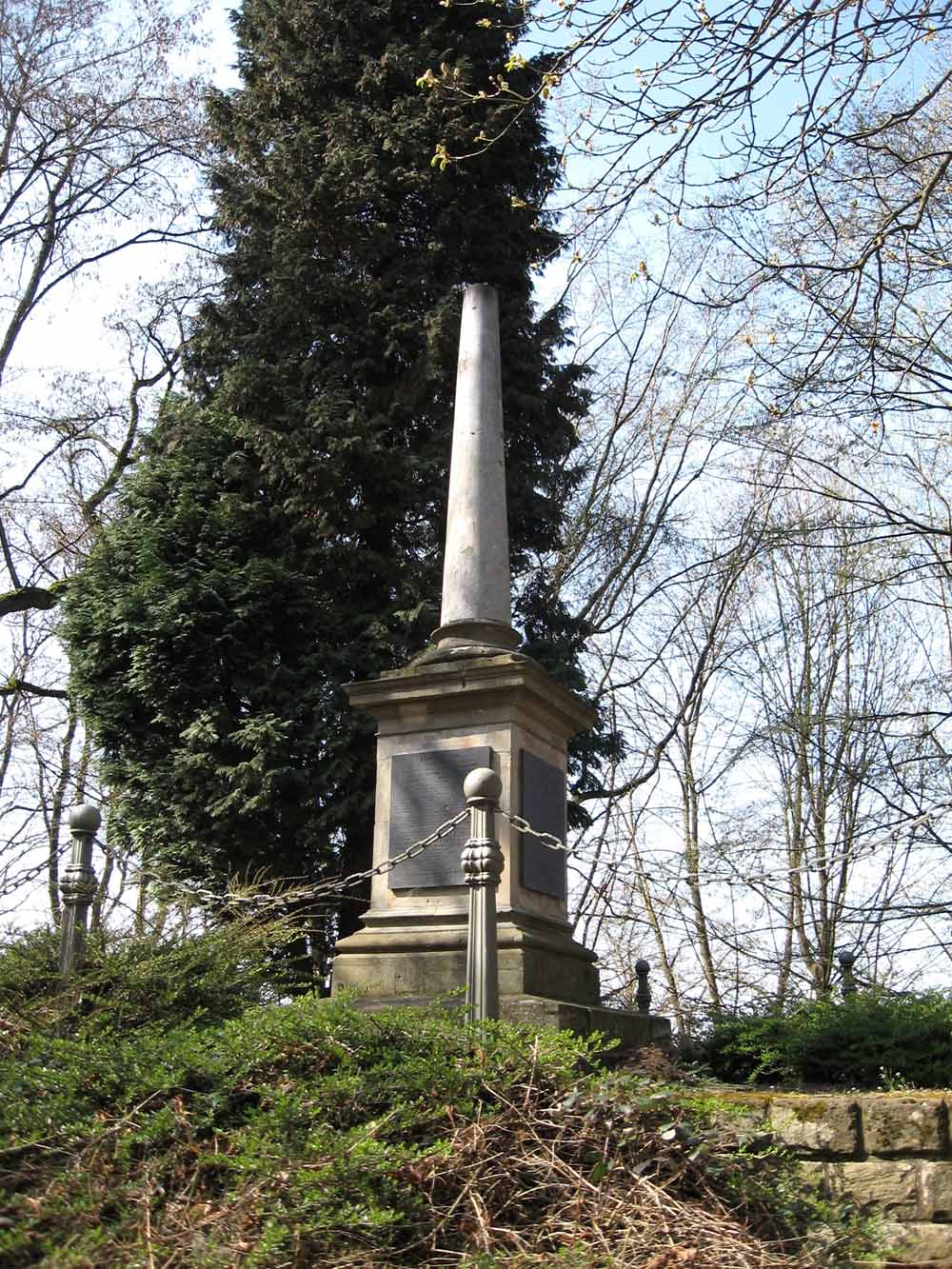
Kriegsdenkmal für das Niederrheinische Füsilier-Regiment Nr. 39 auf den Spicherer Höhen

- 18. August – Gravelotte-St. Privat
- 19. August bis 27. Oktober – Belagerung von Metz
- 10. bis 24. November – Belagerung von Thionville
- 15. November bis 5. Dezember – Belagerung von Montmédy
- 19. Dezember bis 1. Januar – Belagerung von Mézìeres
- 28. Dezember – Mohon (7. Kompanie)
- 21. Januar – am Ognon

Während des Feldzuges gegen Frankreich kamen 35 Offiziere sowie 871 Unteroffiziere und Mannschaften ums Leben, wurden verwundet oder gelten als vermisst.

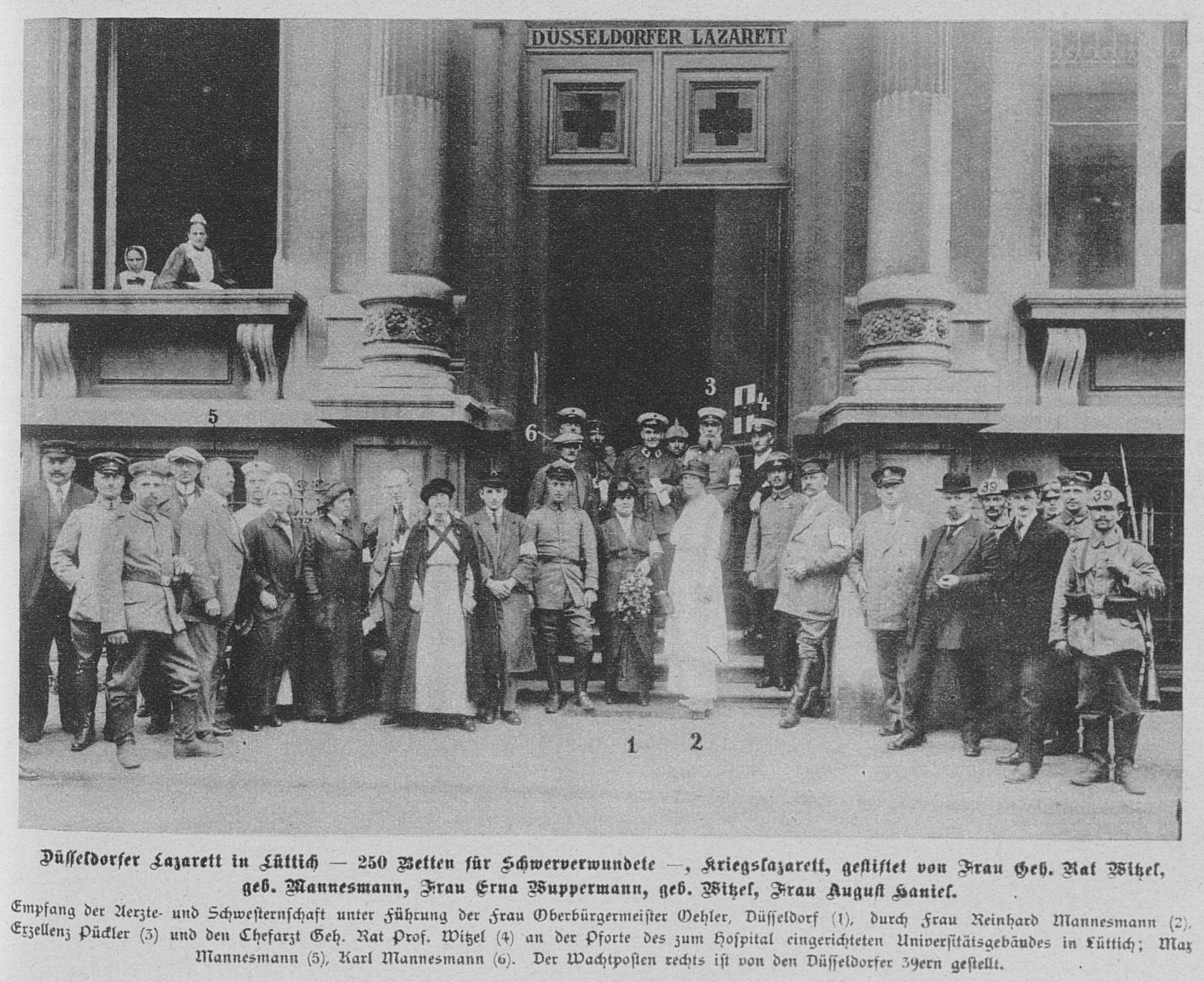
Wachposten der „39er“ vor dem Düsseldorfer Kriegslazarett in Lüttich. (1914)

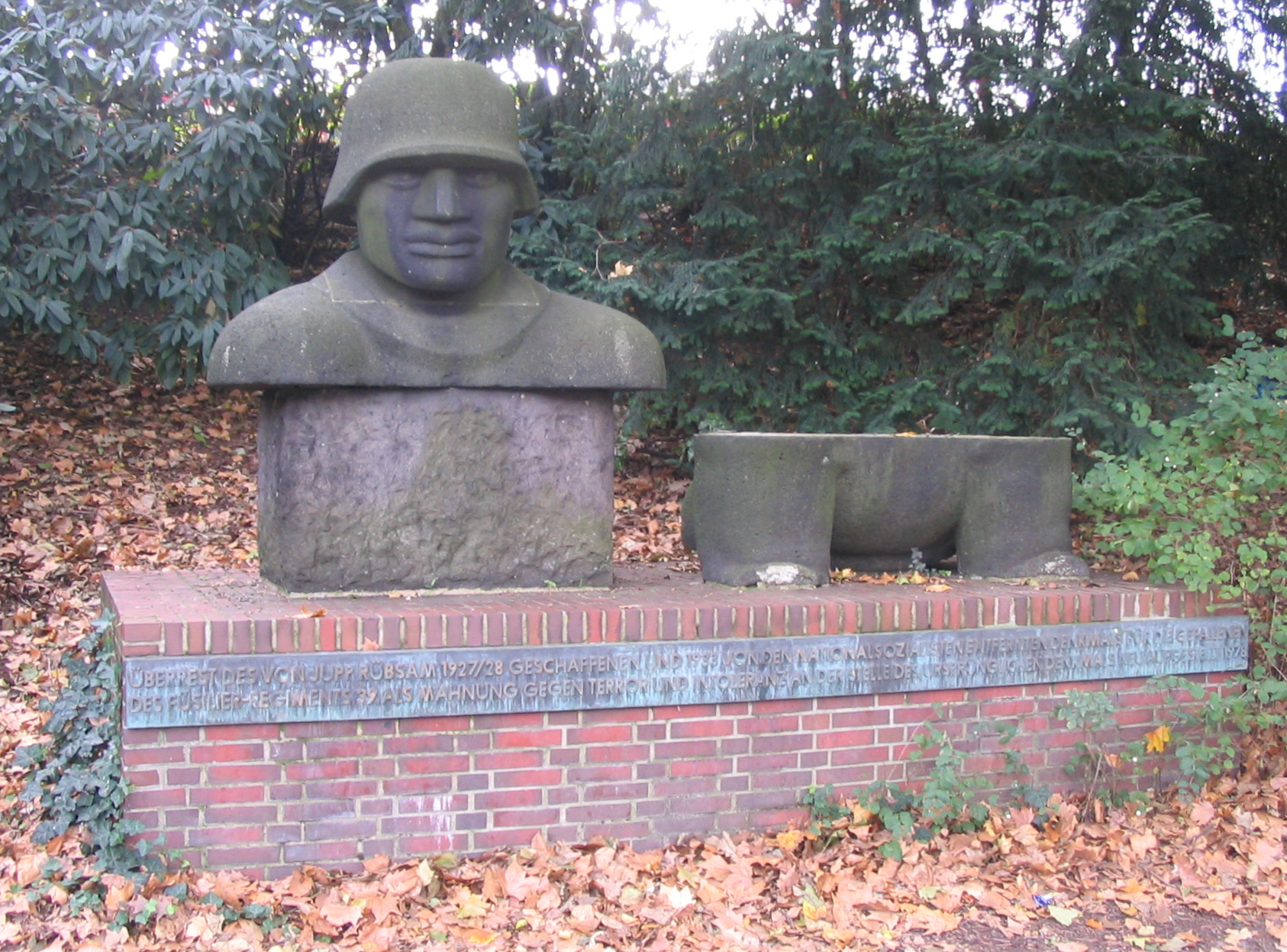
Reste des 1933 zerstörten 39er-Ehrenmals an der Tonhalle Düsseldorf, Jupp Rübsam, 1927/28

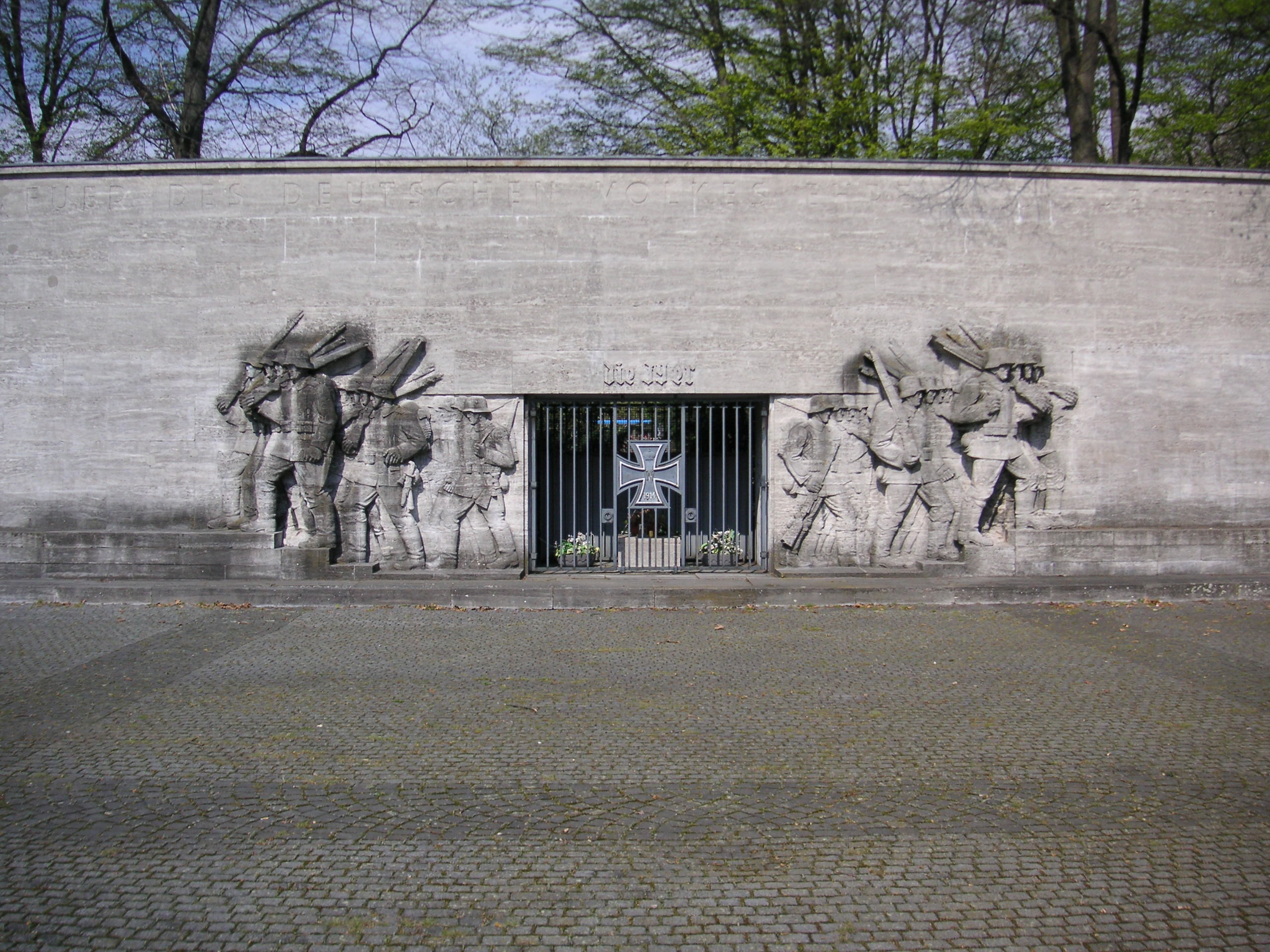
Ehrenmal für das Niederrheinische Füsilier-Regiment Nr. 39 in Düsseldorf-Golzheim, Richard Kuöhl, 1936/38

### Erster Weltkrieg
Bei Ausbruch des Ersten Weltkriegs machte das Regiment am 2. August mobil, rückte gemäß Schlieffen-Plan im Verbund mit der 28. Infanterie-Brigade unter Verletzung der Neutralität in Belgien ein und nahm vom 9. bis 17. August an der Belagerung und Einnahme der Festung Lüttich teil. Daran schloss sich vom 27. August bis 7. September die Belagerung und Erstürmung der Festung Maubeuge an. Am 14. September stand das Regiment im Kampf auf der Höhe Craonne.
Vom 25. bis 26. Januar 1915 nahmen die Füsiliere zwischen Ailles und Hurtebise am Kampf um den Chemin des Dames teil. Ab 10. März 1915 war das Regiment der 100. Infanterie-Brigade der 50. Infanterie-Division unterstellt. Dieses Unterstellungsverhältnis bestand bis zum 20. Dezember 1918. Vom 15. September bis 11. Oktober 1915 nahm der Verband  an der Abwehrschlacht in der Champagne teil. Das Jahr 1916 war durch den Einsatz vom 10. April bis 31. Oktober in der Schlacht um Verdun (Fort Vaux und Fort Douaumont) geprägt.

#### 1917
- 09. bis 30. April – Schlacht an der Aisne und in der Champagne
- 01. bis 10. Oktober – Kampf zwischen Craonne und Allemant
- 23. bis 25. Oktober – Schlacht um den Chemin des Dames

#### 1918
- 19. bis 30. März – Erste Frühjahrsoffensive
  - 21. März – Erstürmung von St. Quentin
  - 28. März – Einnahme von Plessier
- 27. Mai bis 14. Juni – Zweite Frühjahrsoffensive
  - 27. bis 28. Juni – Kampf um Aisne und Nesle
- 20. Juni bis 2. Oktober – Schlacht um Reims

Die Verluste während des Ersten Weltkriegs beliefen sich auf 104 Offiziere, 3.450 Unteroffiziere und Mannschaften sowie rund 18.900 Verwundete.

### Verbleib
Nach Kriegsende marschierte das Regiment in die Heimat zurück, wo es ab 14. Dezember 1918 in Bad Driburg zunächst demobilisiert und schließlich aufgelöst wurde. Aus dem III. Bataillon wurde im April das „Freikorps Niederrhein“ gebildet, das dann im August 1919 als III. Bataillon in dem Reichswehr-Infanterie-Regiment 61 aufging.
Die Tradition übernahm in der Reichswehr durch Erlass vom 24. August 1921 des Chefs der Heeresleitung, General der Infanterie Hans von Seeckt, die 6. Kompanie des 18. Infanterie-Regiments.

## Regimentschefs
| Dienstgrad             | Name                       | Datum                                  |
| ---------------------- | -------------------------- | -------------------------------------- |
| General der Infanterie | Gustav Friedrich von Beyer | 22. März 1877 bis 7. Dezember 1889     |
| Feldzeugmeister        | Rainer von Österreich      | 05. September 1891 bis 27. Januar 1913 |
| General der Infanterie | Erich Ludendorff           | 26. Oktober 1918 bis Auflösung         |

## Kommandeure
| Dienstgrad            | Name                                            | Datum                                                          |
| --------------------- | ----------------------------------------------- | -------------------------------------------------------------- |
| Major/Oberstleutnant  | Franz Ludwig von Jeanneret von Beaufort-Belfort | 27. August 1818 bis 29. März 1828                              |
| Oberstleutnant/Oberst | Ernst von Kesteloot                             | 30. März 1828 bis 29. März 1833                                |
| Oberstleutnant        | Karl von Bila                                   | 30. März 1833 bis 29. März 1834 (mit der Führung beauftragt)   |
| Oberst                | Karl von Bila                                   | 30. März 1834 bis 24. März 1841                                |
| Oberstleutnant        | Ehrenfried Kayser                               | 25. März 1841 bis 12. Januar 1842 (mit der Führung beauftragt) |
| Oberstleutnant/Oberst | Ehrenfried Kayser                               | 13. Januar 1842 bis 26. März 1847                              |
| Oberst                | Ferdinand von Kusserow                          | 27. März 1847 bis 2. August 1848                               |
| Oberst                | Hermann von Witzleben                           | 03. August 1848 bis 7. November 1851                           |
| Oberst                | Karl Eder                                       | 08. November 1851 bis 9. Mai 1855                              |
| Oberstleutnant/Oberst | Karl August von Fallois                         | 10. Mai 1855 bis 2. Juni 1858                                  |
| Oberstleutnant        | Albert von Schrabisch                           | 03. Juni bis 21. November 1858 (mit der Führung beauftragt)    |
| Oberst                | Albert von Schrabisch                           | 22. November 1858 bis 17. Oktober 1861                         |
| Oberst                | Gustav von Schimmelmann                         | 18. Oktober 1861 bis 17. April 1865                            |
| Oberstleutnant        | Wilhelm von Woyna                               | 18. April bis 16. Juni 1865 (mit der Führung beauftragt)       |
| Oberst                | Wilhelm von Woyna                               | 17. Juni 1865 bis 13. Juli 1870                                |
| Oberstleutnant/Oberst | Gustav von Eskens                               | 14. Juli 1870 bis 21. März 1873                                |
| Oberst                | Heinrich Haberland                              | 31. März bis 14. November 1873                                 |
| Oberst                | Ernst von der Burg                              | 15. November 1873 bis 17. Mai 1876                             |
| Oberst                | Alexander von Kameke                            | 18. Mai 1876 bis 21. Juni 1880                                 |
| Oberst                | Heinrich Schmidt von Knobelsdorff               | 22. Juni 1880 bis 20. Januar 1886                              |
| Oberstleutnant        | Bernhard von Arnim                              | 21. Januar 1886 bis 21. März 1889                              |
| Oberst                | Heinrich Schenk                                 | 22. März 1889 bis 28. März 1892                                |
| Oberst                | Adolf von der Lippe                             | 29. März 1892 bis 17. April 1896                               |
| Oberst                | Rudolf von Sanden                               | 18. April 1896 bis 14. Juni 1899                               |
| Oberst                | Gustav Meißner                                  | 15. Juni 1899 bis 23. Oktober 1901                             |
| Oberst                | Eugen Petzel                                    | 24. Oktober 1901 bis 11. Februar 1903                          |
| Oberst                | Hugo von Wasielewski                            | 22. März 1903 bis 1. Mai 1907                                  |
| Oberst                | Cai Theodor Dame                                | 02. Mai 1907 bis 18. August 1909                               |
| Oberst                | Adolf Strauß                                    | 19. August 1909 bis 17. August 1911                            |
| Oberst                | Ernst von Blumenstein                           | 18. August 1911 bis 16. Januar 1913                            |
| Oberst                | Erich Ludendorff                                | 17. Januar 1913 bis 21. April 1914                             |
| Oberst                | Walter von Schönberg                            | 22. April bis 13. September 1914                               |
| Oberstleutnant        | Franz von Gottberg                              | 14. September 1914 bis 25. August 1916                         |
| Oberstleutnant        | Otto Wasserfall                                 | 26. August 1916 bis 5. April 1918                              |
| Oberstleutnant        | Karl Felsch                                     | 06. April bis 29. Juli 1918                                    |
| Oberstleutnant        | Franz von Rudorff                               | 30. Juli 1918 bis Auflösung                                    |